# Elezioni federali in Canada del 1997
Le elezioni federali in Canada del 1997 si tennero il 2 giugno per il rinnovo della Camera dei comuni.

## Risultati
| Liste                                             | Voti       | %     | Seggi |
| ------------------------------------------------- | ---------- | ----- | ----- |
| Partito Liberale del Canada                       | 4 994 277  | 38,46 | 155   |
| Partito della Riforma del Canada                  | 2 513 080  | 19,35 | 60    |
| Partito Conservatore Progressista del Canada      | 2 446 705  | 18,84 | 20    |
| Blocco del Québec                                 | 1 385 821  | 10,67 | 44    |
| Nuovo Partito Democratico                         | 1 434 509  | 11,05 | 21    |
| Partito Verde del Canada                          | 55 583     | 0,43  | –     |
| Partito della Legge Naturale                      | 37 085     | 0,29  | –     |
| Partito della Tradizione Cristiana del Canada     | 29 085     | 0,22  | –     |
| Partito d'Azione Canadese                         | 17 502     | 0,13  | –     |
| Partito Comunista del Canada (Marxista-Leninista) | 11 468     | 0,09  | –     |
| Indipendenti                                      | 34 507     | 0,27  | 1     |
| Altri                                             | 26 252     | 0,20  | –     |
| Totale                                            | 12 985 974 | 100   | 301   |